# Eduard von Runkel
Eduard Justus von Runkel (* 1. November 1801 in Hachenburg; † 4. Juli 1882 in Heddesdorf) war ein deutscher Jurist, Verwaltungsbeamter und Gutsbesitzer.

## Leben und Herkunft
Eduard Justus von Runkel war ein Sohn von Rittergutsbesitzer Friedrich von Runkel (* 17.7.1774 in London; † 3.12.1851 in Heddesdorf) und dessen Ehefrau Wilhelmine Adolfine, geb. Freudenberg. Sein Vater brachte der Familie Runkel den Adelstitel. Als Landeshauptmann in nassauischen Diensten erhielt er am 15. Februar 1811 von Friedrich August Herzog von Nassau den erblichen Adels- und Wappenbrief. Zudem war sein Vater von 1817 bis 1826 der erste Heddesdorfer Bürgermeister, der sein Amt im Rahmen neuer preußischer Amtsrichtlinien antrat.
Nach dem Besuch des Gymnasiums in Wetzlar studierte Eduard von Runkel an der Rheinischen Friedrich-Wilhelms-Universität Bonn und der Ruprecht-Karls-Universität Heidelberg Rechtswissenschaften. Während seines Studiums in Bonn gehörte er 1819 der burschenschaftlichen Allgemeinheit an. Am 15. Mai 1820 war er Mitstifter des Corps Rhenania Bonn. 1823 schloss er sich dem Corps Holsatia Heidelberg an. Im April 1825 wurde er Auskultator beim Justizrath Ehrenbreitstein, von wo er im September 1831 zum Oberlandesgericht Münster wechselte. Am 25. Oktober 1834 wurde er zunächst Staatsprokurator und am 21. Dezember 1846 Oberprokurator am Landgericht Koblenz. Seine Ernennung zum Landrat des Landkreises Neuwied erhielt er am 14. Mai 1851. Im Jahr 1861 wurde er fürstlich Wiedischer Amtmann und 1872 Geheimer Regierungsrat. Nach knapp 16 Jahren Dienst als Landrat des Landkreises Neuwied wurde er am 1. März 1877 pensioniert. Er war Besitzer der Güter Heddesdorf, Maiborn und Düsternau.

## Auszeichnungen
- Ernennung zum Geheimen Regierungsrat[3]

## Familie
Eduard von Runkel heiratete am 28. Februar 1832 in Münster Mathilde Melusine von Pestel (* 2. April 1813 in Dreppenstedt; † 22. Januar 1872 in Heddesdorf). Aus dieser Ehe gingen hervor:
- Friedrich Wilhelm Justus von Runkel (* 1.3.1833; † 5.7.1914), Landrat des Kreises Neuwied
  - ⚭ 1. 1861 Anna Emma Wandersleben (* 1838; † 1871)
  - ⚭ 2. 1873 Pauline Mathilde Anna Ludovici (* 10.10.1853; † 15.10.1941)
- Emelie Christine
  - ⚭ 1857 Franz Remy aus Bendorf; Fabrikherr
- 3 weitere Kinder

## Ehrungen
Nach Eduard Justus Runkel und seinem Sohn Friedrich Wilhelm Justus von Runkel ist zu deren Andenken die Straße „Von-Runkel-Platz“ in Neuwied–Heddesdorf benannt.